# Nejc Pečnik
Nejc Pečnik, född 3 januari 1986 i Dravograd, Jugoslavien (nuvarande Slovenien), är en slovensk fotbollsspelare som spelar för Tochigi SC.
Nejc Pečnik gjorde 32 landskamper för det slovenska landslaget. Han har bland annat deltagit i fotbolls-VM 2010.